# Bjørnøen A/S
 Denne artikel omhandler et selskab. For øen Bjørnøya på Svalbard, se Bjørneøen.
Bjørnøen A/S er et norsk statsejet selskab der blev stiftet 3. juni 1918 som I/S Bjørnøen Kulkompani for at drive kulminedrift på Bjørneøen, Svalbard. I dag ejer selskabet alt jord og nogle kulturhistoriske bygninger på Bjørnøya. 
I 1932 overtog den norske stat ejerskabet af virksomheden fra det konsortium fra Stavanger der stiftede Bjørnøen, og i 1967 overtog et andet statsligt selskab, Kings Bay, alt administration og styring af selskabet.